# Kärntner Monat
Der Kärntner Monat gehört zu den ältesten Monatsmagazinen Österreichs. Er wurde 1981 von Norbert Sternad, Verena Hellweger, Alfred Astei und Dietmar Pickelsberger als Kulturzeitschrift gegründet. Bald wurde aus kommerziellen Gründen die Blattrichtung auf Szene und Lifestyle ausgerichtet. Heute erreicht das Magazin etwa 60.000 Leser pro Monat.

## Besitzverhältnisse
Der Monat wurde 2012 von der Styria Media Group mehrheitlich (74,9 Prozent) an die Moser Holding (u. a. Tiroler Tageszeitung) verkauft. Er ist seither Teil des „Bundesländerinnen“-Regionalmagazinverbundes, dem auch „Die Steierin“ (vormals Steirer Monat), „Die Tirolerin“, „Die Salzburgerin“ und „die Oberösterreicherin“ angehören.

## Entwicklung
Anfang der Achtzigerjahre war der Monat noch ein recht dünnes Blatt, das 10-mal pro Jahr erschienen ist. Inzwischen gibt es jährlich zwölf Ausgaben auf Hochglanzpapier, die um zahlreiche Supplements, wie den „Kärntner Ärzteführer“ (seit 1995) oder den „Business Monat“ (seit 2003), ergänzt werden. Im Jahr 2005 etwa publizierte das Monat-Team 30 Printprodukte, darunter auch einen Probelauf des „Alpe Adria Magazins“, das im Folgejahr als Line Extension österreichweit in den Handel gekommen ist. Seit 1999 gibt es das Schwesterprodukt „Steirermonat“, das 2012 in „Die Steirerin“ umbenannt worden ist.

## Inhalt
Der Monat veränderte sich in den vergangenen Jahren von einem Magazin, das von allen klassischen Zeitungsressorts wie Politik, Wirtschaft, Kultur, Sport usw. ein wenig Inhalt brachte, zu einem klarer strukturierten Magazin, das die Kärntner Szene- und Partyberichterstattung sowie das Leben im Alpe Adria Raum in den redaktionellen Mittelpunkt stellt und andere Inhalte (Politik, Kultur, Sport) zurückgenommen hat. Zudem ist das Magazin für sein gutes Gespür am Modelsektor bekannt: International erfolgreiche Models wie Melanie Scheriau, Carmen Kreuzer und Astrid Werdnig hatten beim Monat ihre erste Titelseite. Der Monat ist zudem das einzige österreichische Regionalmagazin, dessen Berichte regelmäßig von überregionalen Zeitschriften und Zeitungen wie Profil, Der Standard, Die Presse oder Österreich zitiert werden. 2010 wurde Chefredakteur Wolfgang Kofler – als erster Redaktionsleiter eines regionalen Magazins – vom österreichischen Branchenmedium „Extradienst“ zum „Magazin-Chefredakteur des Jahres“ gewählt.
Im Juni 2023 standen Berichte im Kärntner Monat im Mittelpunkt der Affäre um den Investigativjournalisten Franz Miklautz. Dabei ging es um die Veröffentlichung von hohen Gehältern im Klagenfurter Rathaus. Miklautz wurde von der Staatsanwaltschaft Klagenfurt zu Unrecht verdächtigt, auf unkorrektem Wege zu Informationen gekommen zu sein, die dem Amtsgeheimnis unterliegen. Die Oberstaatsanwaltschaft Graz hat diese Ermittlungen gestoppt und Miklautz rehabilitiert.

## Personal
Die Geschäftsführung lag jahrzehntelang in den Händen des Klagenfurters Norbert Sternad, 2018 wurde auch der langjährige Anzeigenleiter und Prokurist Alexander Suppantschitsch in die Geschäftsführung berufen. Er ist mittlerweile Sternads Nachfolger.
Chefredakteurin ist seit 2019 Daniela Hofer. Vor ihr waren Stefan Jäger, Horst Kakl, Wolfgang Kofler (später Chefredakteur ExtraDienst), Ralf Mosser (später Chefredakteur Kärntner Tageszeitung), Uwe Sommersguter (später Chefredakteur Kärntner Woche), Heinz Grötschnig (heute Chefredakteur Alpe Adria Magazin). Daniela Hofer war seit 2012 auch stellvertretende Chefredakteurin, begann ihre journalistische Karriere bei der Kärntner Tageszeitung.